# Sidney Sime
Pour les articles homonymes, voir Sime.
Sidney Herbert Sime dit aussi S. H. Sime (1867-1941) est un artiste peintre et graveur britannique marqué par l'esprit de la fin de l'époque victorienne. 
Il est principalement connu pour ses travaux inscrits dans les veines fantastique et satirique, entre autres pour ses illustrations des ouvrages de l'Irlandais lord Dunsany.

## Biographie
Sime est né à Manchester en 1867 dans un milieu modeste. Après cinq années comme mineur à extraire du charbon, il fait divers petits métiers manuels, dont dessinateur de panneaux indicateurs, puis intègre le Liverpool College of Art (en) ; son parcours est ponctué de récompenses. Sime commence à livrer des dessins pour des périodiques comme The Graphic, Pick-Me-Up, The Idler (1892-1911) (en) et la Pall Mall Gazette. 
Sime fait un héritage et rachète en 1898 The Idler mais le revend au bout de deux années.
En 1904, il rencontre lord Dunsany et Sime livre les illustrations de The Gods of Pegāna (en) qui paraît l'année suivante. Leur collaboration durera près de trente ans. 
Sime va s'essayer à la mise en scène et l'écriture dramaturgique sans succès en 1905. D'importantes expositions de ses travaux graphiques sont montées entre 1923 et 1927. La palette de l'artiste s'élargit, et délaisse la monochromie des débuts. Il illustre également des ouvrages de William Hope Hodgson et Arthur Machen.
Après sa mort en 1941, sa veuve, Mary, s'occupe de préserver son œuvre.

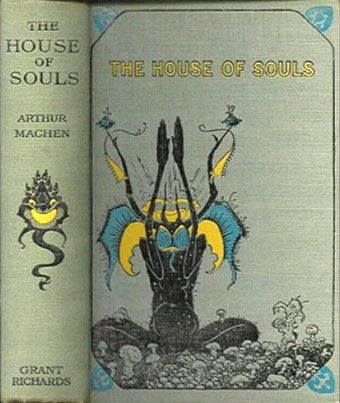
Couverture exécutée pour The House of Souls d'Arthur Machen (Grant-Richards, 1906).

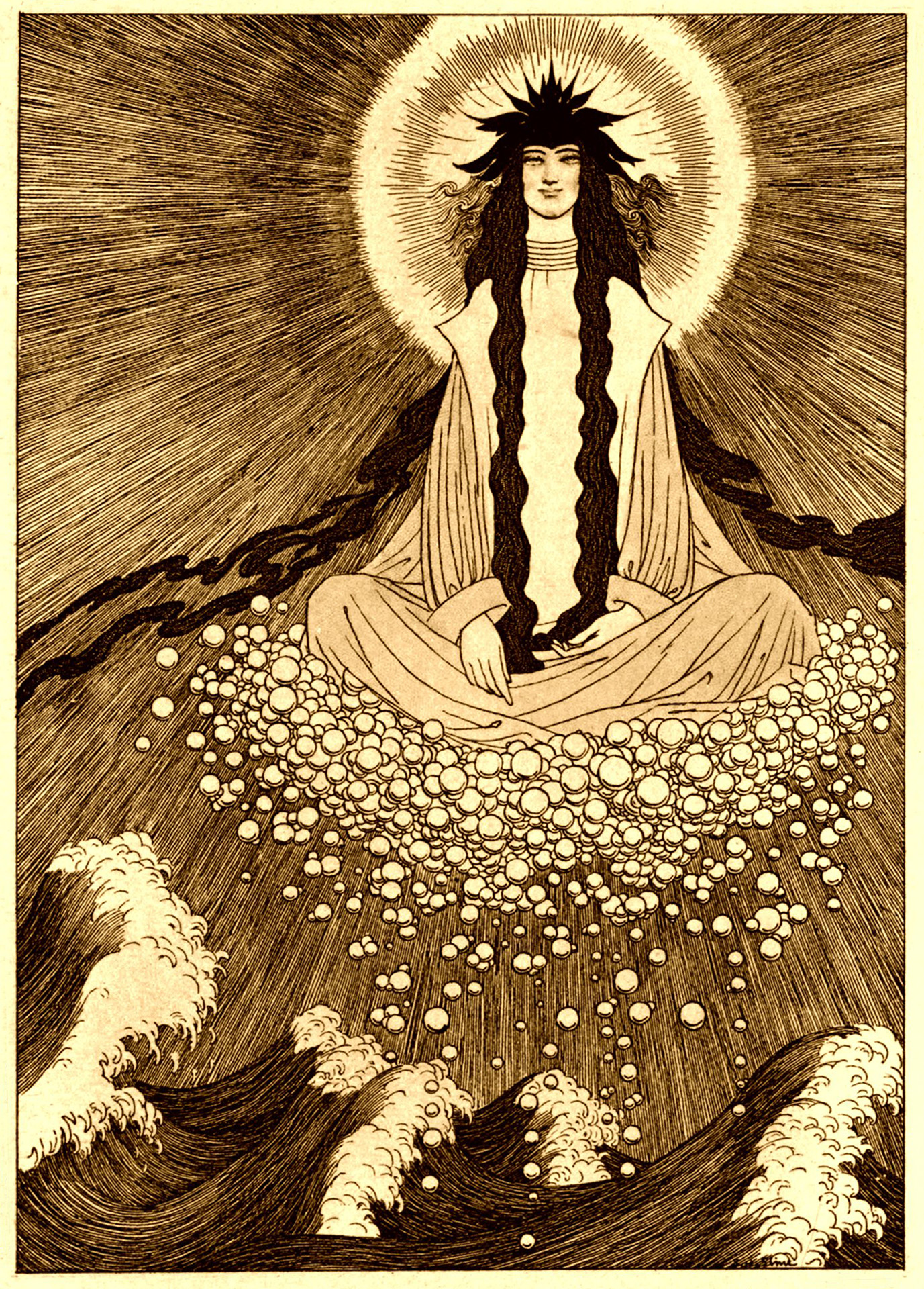
Slid, illustration pour The Gods of Pegana (1911) de lord Dunsany.

## Postérité
Au moins quatre essais sur son œuvre sont parus, offrant différentes rétrospectives sur les travaux de Sime. Toutefois, aucun n'est de publication récente.
Howard Phillips Lovecraft admirait son travail, ce qui l'a amené à le mentionner dans au moins deux de ses écrits, Le Modèle de Pickman et L'Appel de Cthulhu. C'est également le cas de Thomas Scott-Ellis, baron Howard de Walden qui collectionnait ses œuvres et le fit travailler sur une mise en scène de L'Oiseau bleu de Maurice Maeterlinck (1909-1911). L'illustrateur Roger Dean le cite parmi ses influences. 
La Sime Gallery accueille le public et présente les œuvres de Sime dans le village de Worplesdon près de Guildford mais la plus importante collection de ses travaux appartiennent à Lord Dunsany et à Howard de Walden. Cette dernière n'est pas accessible, et on pense qu'elle a été en grande partie détruite par le feu. La collection Dunsany, intégrant des versions originales des illustrations des ouvrages de Dunsany ainsi que d'autres pièces, certaines polychromes, son présentées au château Dunsany (en) dans le comté de Meath en Irlande.

## Principaux ouvrages illustrés
- Eden Phillpotts, The Zagabog, Londres, Methuen, 1901.
- Lord Dunsany, The Gods of Pegāna, Londres, Elkin Mathews, 1905 ; reprint 1911, 1916.
- Arthur Machen, The House of Souls, Londres, Grant-Richards, 1906.
- Lord Dunsany, Time and the Gods, Londres, W. Heinemann, 1906.
- —— , The Sword of Welleran and other stories, Londres, G. Allen & sons, 1908.
- William Hope Hodgson, The Ghost Pirates, Londres, Stanley Paul & Co, 1909.
- Lord Dunsany, The Last Book of Wonder, Londres, J. W. Luce, 1916.
- —— , Tales of Wonder, Londres, Elkin Mathews, 1917.
- —— , Don Rodriguez: Chronicles of Shadow Valley, Londres, G. P. Putnam's sons, 1922.
- —— , King Argimēnēs and the Unknown Warrior, Londres, G. P. Putnam's sons, 1923.
- —— , The King of Elfland's daughter, Londres, G. P. Putnam's sons, 1924.